# Demografía de Ontario
Población estimada de Ontario: 12.541.400 hab. (2005)
Porcentaje de la población nacional: 38,9%
Tasa de crecimiento anual: 1,1%
Fuente: Statistics Canada

## Estadísticas vitales
- Tasa de natalidad: 10,5/1.000 personas[2]

- Tasa de mortalidad: 7,1/1.000 personas[3]

- Esperanza de vida al nacer: 77 años (estim. 1992)[4]

- Tasa de mortalidad infantil: 5,3 (estim. 2003)[5]

Fuente: Statistics Canada

## Población urbana y rural de Ontario desde 1851

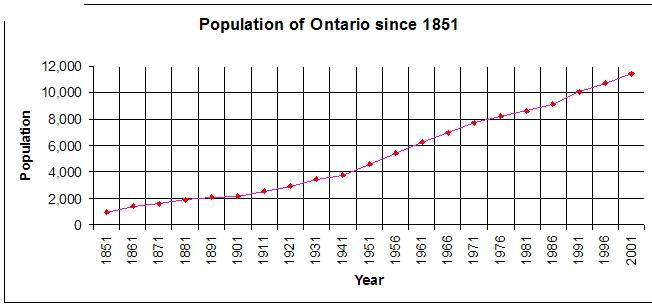
Población de Ontario en el periodo 1851-2001.

| Año  | Población  | Población urbana | Población rural | % Urbana | % Rural |
| ---- | ---------- | ---------------- | --------------- | -------- | ------- |
| 1851 | 952.004    | 133.463          | 818.541         | 14       | 86      |
| 1861 | 1.396.091  | 258.192          | 1.137.899       | 18       | 82      |
| 1871 | 1.620.851  | 355.997          | 1.264.854       | 22       | 78      |
| 1881 | 1.926.922  | 575.848          | 1.351.074       | 30       | 70      |
| 1891 | 2.114.321  | 818.998          | 1.295.323       | 39       | 61      |
| 1901 | 2.182.947  | 935.978          | 1.246.969       | 43       | 57      |
| 1911 | 2.527.292  | 1.328.489        | 1.198.803       | 53       | 47      |
| 1921 | 2.933.662  | 1.706.632        | 1.227.030       | 58       | 42      |
| 1931 | 3.431.683  | 2.095.992        | 1.335.691       | 61       | 39      |
| 1941 | 3.787.655  | 2.338.633        | 1.449.022       | 62       | 38      |
| 1951 | 4.597.542  | 3.251.099        | 1.346.443       | 71       | 29      |
| 1956 | 5.404.933  | 4.102.919        | 1.302.014       | 76       | 24      |
| 1961 | 6.236.092  | 4.823.529        | 1.412.563       | 77       | 23      |
| 1966 | 6.960.870  | 5.593.440        | 1.367.430       | 80       | 20      |
| 1971 | 7.703.105  | 6.343.630        | 1.359.480       | 82       | 18      |
| 1976 | 8.264.465  | 6.708.520        | 1.555.945       | 81       | 19      |
| 1981 | 8.625.107  | 7.047.032        | 1.578.075       | 82       | 18      |
| 1986 | 9.101.695  | 7.469.420        | 1.632.275       | 82       | 18      |
| 1991 | 10.084.885 | 8.253.842        | 1.831.043       | 82       | 18      |
| 1996 | 10.753.573 | 8.958.741        | 1.794.832       | 83       | 17      |
| 2001 | 11.410.046 | 9.662.547        | 1.747.499       | 85       | 15      |

Fuente: Statistics Canada

## Estructura de edades
| Grupo de edades | Total      | Varones   | Mujeres   |
| --------------- | ---------- | --------- | --------- |
| 0-4 años        | 671.250    | 343.340   | 327.910   |
| 5-9 años        | 772.650    | 396.385   | 376.265   |
| 10-14 años      | 788.845    | 404.970   | 383.880   |
| 15-24 años      | 1.487.835  | 754.565   | 733.270   |
| 25-34 años      | 1.558.495  | 760.695   | 797.800   |
| 35-44 años      | 1.959.520  | 963.840   | 995.680   |
| 45-54 años      | 1.635.280  | 801.540   | 833.735   |
| 55-64 años      | 1.064.000  | 520.570   | 543.430   |
| 65-74 años      | 818.170    | 383.625   | 434.540   |
| 75-84 años      | 503.930    | 202.270   | 301.665   |
| 85 años y más   | 150.075    | 45.260    | 104.810   |
| Total           | 11.410.045 | 5.577.055 | 5.832.990 |

Fuente: Statistics Canada

## Diversidad étnica
| Etnia                   | Respuestas | %    |
| ----------------------- | ---------- | ---- |
| Población total         | 11.285.545 |      |
| Canadienses             | 3.350.275  | 29,7 |
| Ingleses                | 2.711.485  | 24   |
| Escoceses               | 1.843.110  | 16,3 |
| Irlandeses              | 1.761.280  | 15,6 |
| Franceses               | 1.235.765  | 10,9 |
| Alemanes                | 965.510    | 8,6  |
| Italianos               | 781.345    | 6,9  |
| Chinos                  | 518.550    | 4,6  |
| Holandeses              | 436.035    | 3,9  |
| Indios orientales       | 413.415    | 3,7  |
| Polacos                 | 386.050    | 3,4  |
| Ucranianos              | 290.925    | 2,6  |
| Nativos norteamericanos | 248.940    | 2,2  |
| Portugueses             | 248.265    | 2,2  |
| Judíos                  | 196.260    | 1,7  |
| Jamaicanos              | 180.810    | 1,6  |
| Filipinos               | 165.025    | 1,5  |
| Galeses                 | 142.740    | 1,3  |
| Húngaros                | 128.575    | 1,1  |
| Griegos                 | 120.635    | 1,0  |
| Rusos                   | 106.710    | 0,9  |
| Españoles               | 103.110    | 0,9  |
| Estadounidenses         | 86.855     | 0,8  |
| Británicos en general   | 76.415     | 0,7  |
| Vietnamitas             | 67.450     | 0,6  |
| Finlandeses             | 64.105     | 0,6  |
| Croatas                 | 62.325     | 0,6  |
| Métis                   | 60.535     | 0,5  |

Fuente: Statistics Canada
Nota: El gráfico considera las "respuestas dobles" (por ejemplo, si alguien es francocanadiense figuraría como francés y como canadiense), y es por ello que los porcentajes no suman 100.
Ontario es una provincia muy diversa. Ciudades como Toronto son muy diversas étnicamente (el 42,8% de la población ha nacido fuera de Canadá, no en vano es la 2ª ciudad más diversa del mundo).

## Diversidad religiosa
| Religión              | Personas   | %    |
| --------------------- | ---------- | ---- |
| Total                 | 11.285.535 | 100  |
| Protestantes          | 3.935.745  | 34.9 |
| Católicos             | 3.911.760  | 34.7 |
| Sin religión          | 1.841.290  | 16.3 |
| Musulmanes            | 352.530    | 3.1  |
| Otros cristianos      | 301.935    | 2,7  |
| Cristianos ortodoxos  | 264.055    | 2,3  |
| Hindúes               | 217.555    | 1,9  |
| Judíos                | 190.795    | 1,7  |
| Budistas              | 128.320    | 1,1  |
| Sikhs                 | 104.785    | 0,9  |
| Religiones orientales | 17.780     | 0,2  |
| Otras                 | 18.985     | 0,2  |

Fuente: Statistics Canada

## Áreas metropolitanas
| Ciudad                 | Estimación de 2005 | Censo de 2001 |
| ---------------------- | ------------------ | ------------- |
| Toronto                | 5.304.100          | 4.883.800     |
| Ottawa-Gatineau        | 1.148.800          | 1.102.900     |
| Hamilton               | 714.900            | 689.200       |
| London                 | 464.300            | 449.600       |
| Kitchener-Waterloo     | 458.600            | 431.300       |
| St. Catharines-Niagara | 396.900            | 391.700       |
| Oshawa                 | 340.300            | 308.500       |
| Windsor                | 332.300            | 320.800       |
| Greater Sudbury        | 155.000            | 155.601       |
| Kingston               | 155.000            | 146.838       |
| Thunder Bay            | 126.500            | 126.600       |

Fuente: Statistics Canada